# Jodie Marsh
 (décembre 2011).
Si vous disposez d'ouvrages ou d'articles de référence ou si vous connaissez des sites web de qualité traitant du thème abordé ici, merci de compléter l'article en donnant les références utiles à sa vérifiabilité et en les liant à la section « Notes et références ».
Jodie Louisa Marsh  née le 23 décembre 1978 est un mannequin britannique et une personnalité de la télévision.
Elle est connue pour avoir participé à Celebrity Big Brother aux côtés notamment de Traci Bingham, Pete Burns, ou encore Dennis Rodman.